# Nuga mworaedo
Nuga mworaedo (누가 뭐래도?, lett. "Non importa quello che dice qualcuno"; titolo internazionale No Matter What) è un drama coreano trasmesso su KBS1 dal 12 ottobre 2020.

## Trama
Un dramma familiare intorno a un negozio di fiori pieno di bellissimi fiori 365 giorni all'anno, che racconta la storia di bambini che hanno vissuto il divorzio dei genitori e si sono risposati e sono cresciuti combattendo in un mondo di pregiudizi e superando ferocemente le difficoltà del lavoro e dell'amore.

## Personaggi
- Kim Bo-ra, interpretata da Na Hye-mi
- Kang Dae-ro, interpretato da Choi Woong
- Shin Ah-ri, interpretata da Jung Min-ah
- Na Jun-su, interpretato da Jung Heon